# تروي دافي
تروي دافي (بالإنجليزية: Troy Duffy)‏ هو موزع وكاتب سيناريو ومخرج وممثل أمريكي، ولد في 8 يونيو 1971 بهارتفورد في الولايات المتحدة.

## وصلات خارجية
- تروي دافي على موقع IMDb (الإنجليزية)
- تروي دافي على موقع ميوزك برينز (الإنجليزية)
- تروي دافي على موقع أول موفي (الإنجليزية)
- تروي دافي على موقع قاعدة بيانات الأفلام السويدية (السويدية)
- تروي دافي على موقع قاعدة بيانات الفيلم (الإنجليزية)
- تروي دافي على موقع كينوبويسك (الروسية)